# Misław (książę chorwacki)
Misław, chorw. Mislav, Mojslav – książę Chorwacji Dalmatyńskiej w latach 835-845.
Misław był następcą Władysława. Rządził ze swojej siedziby w Klisie. Misław był fundatorem kościoła św. Jerzego oraz bizantyjskiego kościoła w Splicie, który posiadał znaczne włości wokół Klisu. Władca ten znany jest głównie z podpisania traktatu w 839 roku z dożą weneckim, Pietro Tradonico. W przeciwieństwie do swego poprzednika, książę Misław żył w dobrych stosunkach z dalmackimi miastami wybrzeża. Dzięki temu Misławowi udało się stworzyć silną flotę na wzór weneckiej.
Następcą Misława został w roku 845 Trpimir I.